# Neotachina obtusa
Neotachina obtusa är en tvåvingeart som beskrevs av Malloch 1938. Neotachina obtusa ingår i släktet Neotachina och familjen parasitflugor. Inga underarter finns listade i Catalogue of Life.